# Vincent Marchetti
Vincent Marchetti (Ajaccio, Córcega del Sur, Francia, 4 de julio de 1997) es un futbolista francés. Juega de centrocampista y su equipo es el Paris F. C. de la Ligue 1 de Francia. 

## Trayectoria

### AC Ajaccio
Marchetti debutó como profesional el 31 de julio de 2015, en la fecha 1 de la Ligue 2 2015-16, jugó los 6 minutos finales contra el Dijon y empataron sin goles. Disputó su primer encuentro con 18 años y 27 días, utilizó la camiseta número 33.
El 11 de agosto, fue titular por primera vez, en la primera ronda de la Copa de la Liga de Francia, se enfrentaron al Lens en el Estadio Bollaert-Delelis ante más de 20 900 espectadores, estuvo 68 minutos en cancha y fue reemplazado. El encuentro finalizó sin goles en el tiempo reglamentario, por lo que fueron a una prórroga, el marcador se mantuvo y mediante penales, ganó el Ajaccio 4 a 2.
En la segunda ronda de la copa de la liga, volvió a ser titular, su rival fue el Stade Laval, empataron 1 a 1 en los 90 minutos, fueron a un alargue y el equipo rival convirtió, por lo que perdieron 2 a 1 y fueron eliminados. Vincent jugó los 120 minutos.
Luego perdió protagonismo, y no fue convocado por varias fechas del campeonato. En la jornada 15, volvió a tener una oportunidad, debutó como titular en la liga, jugó los 90 minutos contra el Red Star 93 y empataron 1 a 1.
Se consolidó en el equipo, y continuó como titular. El 5 de diciembre, jugó 120 minutos contra el Excelsior en la segunda ronda de la Copa de Francia. Como empataron sin goles fueron a penales y ganaron 3 a 2.
El primer partido del nuevo año lo jugó el 3 de enero de 2016, fue en la tercera ronda de la copa, fue titular contra el Volvic y ganaron 1 a 0. En la cuarta ronda, su rival fue el Saint-Étienne, jugó los primeros 63 minutos y fue reemplazado, luego de empatar 1 a 1 en el tiempo reglamentario, fueron a una prórroga y finalmente perdieron 2 a 1 con un gol en el minuto 120.
Marchetti anotó su primer gol oficial el 25 de enero, fue en el minuto 75 ante el Stade Brestois 29, su anotación significó el 2 a 1 a favor, luego de comenzar en desventaja. En la siguiente fecha, el 29 de enero, volvió a convertir, esta vez en el empate 1 a 1 contra el Tours.
Ajaccio tuvo una temporada irregular, en la Ligue 2 finalizaron en la posición 17, a 3 puntos del descenso, Vincent jugó 27 partidos y anotó 3 goles.
Debido a la mala situación económica del club, Marchetti fue vendido para evitar una sanción.

### AS Nancy
El 16 de julio de 2016, fue fichado por el Nancy de la Ligue 1, firmó contrato por 4 temporadas.

## Selección nacional
Ha sido internacional con la selección de Francia en la categoría sub-19.
Fue citado por el entrenador Ludovic Batelli para disputar un partido amistoso sub-19 en Blois. Vincent debutó con los Galos el 24 de febrero de 2016, ingresó para comenzar el segundo tiempo y se enfrentaron a Italia, el partido finalizó 1 a 1. En el siguiente llamado, el entrenador ya no lo tuvo en cuenta y no tuvo más oportunidades.

## Estadísticas

### Clubes
Actualizado al 10 de mayo de 2025.
| Club                         | Div.          | Temporada     | Liga  | Liga  | Copas nacionales | Copas nacionales | Torneos internacionales | Torneos internacionales | Total | Total |
| Club                         | Div.          | Temporada     | Part. | Goles | Part.            | Goles            | Part.                   | Goles                   | Part. | Goles |
| ---------------------------- | ------------- | ------------- | ----- | ----- | ---------------- | ---------------- | ----------------------- | ----------------------- | ----- | ----- |
| A. C. Ajaccio Francia        | 2.ª           | 2015-16       | 28    | 3     | 5                | 0                | ―                       | ―                       | 33    | 3     |
| A. S. Nancy-Lorraine Francia | 1.ª           | 2016-17       | 17    | 0     | 2                | 0                | ―                       | ―                       | 19    | 0     |
| A. S. Nancy-Lorraine Francia | 1.ª           | 2017-18       | 10    | 0     | 1                | 0                | ―                       | ―                       | 11    | 0     |
| A. S. Nancy-Lorraine Francia | 1.ª           | 2018-19       | 28    | 2     | 3                | 0                | ―                       | ―                       | 31    | 2     |
| A. S. Nancy-Lorraine Francia | 2.ª           | 2019-20       | 4     | 0     | 0                | 0                | ―                       | ―                       | 4     | 0     |
| A. S. Nancy-Lorraine Francia | Total club    | Total club    | 59    | 2     | 6                | 0                | 0                       | 0                       | 65    | 2     |
| A. C. Ajaccio Francia        | 2.ª           | 2020-21       | 24    | 0     | 2                | 0                | ―                       | ―                       | 26    | 0     |
| A. C. Ajaccio Francia        | 2.ª           | 2021-22       | 24    | 1     | 1                | 0                | ―                       | ―                       | 25    | 1     |
| A. C. Ajaccio Francia        | 1.ª           | 2022-23       | 31    | 0     | 1                | 0                | ―                       | ―                       | 32    | 0     |
| A. C. Ajaccio Francia        | 2.ª           | 2023-24       | 15    | 1     | 1                | 1                | ―                       | ―                       | 16    | 2     |
| A. C. Ajaccio Francia        | Total club    | Total club    | 122   | 5     | 10               | 1                | 0                       | 0                       | 132   | 6     |
| Paris F. C. Francia          | 2.ª           | 2023-24       | 9     | 0     | ―                | ―                | ―                       | ―                       | 9     | 0     |
| Paris F. C. Francia          | 2.ª           | 2024-25       | 28    | 2     | 1                | 0                | ―                       | ―                       | 29    | 2     |
| Paris F. C. Francia          | Total club    | Total club    | 37    | 2     | 1                | 0                | 0                       | 0                       | 38    | 2     |
| Total carrera                | Total carrera | Total carrera | 218   | 9     | 17               | 1                | 0                       | 0                       | 235   | 10    |

### Selecciones
Actualizado al 24 de febrero de 2016.
Último partido citado: Francia 1 - 1 Italia
| Selección      | Temporada     | Continental | Continental | Mundial | Mundial | Amistosos | Amistosos | Total | Total |
| Selección      | Temporada     | Part.       | Goles       | Part.   | Goles   | Part.     | Goles     | Part. | Goles |
| -------------- | ------------- | ----------- | ----------- | ------- | ------- | --------- | --------- | ----- | ----- |
| Sub-19 Francia | 2015-16       | -           | -           | -       | -       | 1         | 0         | 1     | 0     |
| Sub-19 Francia | Total sel.    | -           | -           | -       | -       | 1         | 0         | 1     | 0     |
| Total carrera  | Total carrera | -           | -           | -       | -       | 1         | 0         | 1     | 0     |